# O ewiges Feuer, o Ursprung der Liebe BWV 34
O ewiges Feuer, o Ursprung der Liebe (in tedesco, "Oh fuoco eterno, oh fonte d'amore") BWV 34 è una cantata di Johann Sebastian Bach.

## Storia
La cantata O ewiges Feuer, o Ursprung der Liebe BWV 34, adattamento della cantata nuziale O ewiges Feuer, o Ursprung der Liebe BWV 34a, raggiunse la sua forma attuale a Lipsia nel 1740 o nel 1746 per il giorno di pentecoste. La data della prima esecuzione è sconosciuta, ma certamente ebbe luogo nel 1746 o prima. Il testo è di autore ignoto.

## Struttura
La cantata è composta per contralto solista, tenore solista, basso solista, coro, oboe I e II, flauto I e II, timpani, tromba I, II e III, violino I e II, viola e basso continuo ed è suddivisa in cinque movimenti:
1. Coro: O ewiges Feuer, o Ursprung der Liebe per coro, trombe, timpani, archi e continuo.
2. Recitativo: Herr, unsre Herzen halten dir per tenore e continuo.
3. Aria: Wohl euch, ihr auserwählten Seelen per contralto, flauto, archi e continuo (organo solista).
4. Recitativo: Erwählt sich Gott die heilgen Hütten per basso e continuo.
5. Coro: Friede über Israel per coro, trombe, timpani, oboi, archi e continuo.